# Dryadaula zinica
Dryadaula zinica är en fjärilsart som beskrevs av Aleksei Konstantinovich Zagulajev 1970. Dryadaula zinica ingår i släktet Dryadaula och familjen äkta malar.
Artens utbredningsområde är Azerbajdzjan. Inga underarter finns listade i Catalogue of Life.